# 工藤善太郎

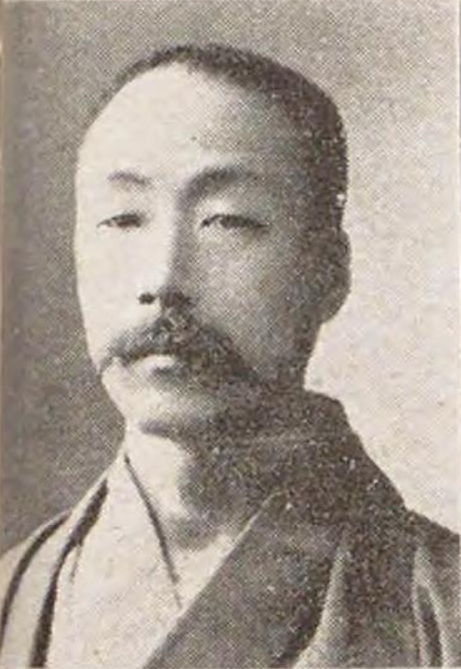
工藤善太郎

工藤 善太郎（くどう ぜんたろう、1860年8月11日（万延元年6月25日） - 1932年（昭和7年）10月2日）は、明治から大正時代の政治家、地主、醸造家。衆議院議員（1期）。

## 経歴
のちの青森県南津軽郡大杉村（のち浪岡町、現在の青森市）に生まれる。地主で酒造業を兼業した。青森県師範学校卒業。1890年（明治23年）青森県会議員に当選し、通算5期14年在任したほか、1898年（明治31年）には県参事会員も務めた。ほか、大杉村会議員、南津軽郡会議員などを歴任した。
1912年（明治45年）5月の第11回衆議院議員総選挙では青森県郡部から立憲政友会非公認で出馬し当選。1914年（大正3年）には政友会を脱党し、翌年の第12回総選挙では落選した。その後は、民政党県支部顧問となった。
ほか、1902年（明治35年）郷里の大杉村で小作米品評会を興し、1905年（明治38年）大杉信用組合を設立。1908年（明治41年）には産業組合青森支部副会長に当選し、同年農事功労者として表彰された。さらに、1919年（大正8年）大杉村長に就任し1922年（大正11年）まで在任。青森森林会議員としても尽力した。

## 親族
- 長男：工藤善吾郎（大杉村長）[4]